# St. Marys River (Michigan-Ontario)
De St. Marys River (Frans: Riviére Sainte-Marie) is een 119,9 kilometer lange rivier die de verbinding vormt tussen het Bovenmeer (Whitefish Bay) en het Huronmeer. Daarnaast vormt de rivier hier ook de grens tussen Canada (Ontario) en de Verenigde Staten (Michigan), wat inhoudt dat ze ook een grensrivier is. Het verval over de totale lengte van de rivier bedraagt 7 meter. Dit verval komt deels van de St. Marys Rapids, stroomversnellingen in het traject van de rivier vlak na de uitstroom uit het Bovenmeer.
Aan deze rivier is ook de tweelingstad Sault Ste. Mary gelegen, bestaande uit het Canadese Sault Ste. Marie en het kleinere Amerikaanse Sault Ste. Marie. Beide steden worden verbonden door de Sault Ste. Marie International Bridge over de St. Marys River.
Om het verval te overkomen gebruikt de scheepvaart de Soo Locks en het bijhorende Sault Ste. Marie Canal en St. Marys Falls Canal. De Soo Locks vormen een van de drukste sluizenstelsels in de Verenigde Staten, met zo'n 10.000 passerende schepen per jaar, ondanks het feit dat de schutsluizen in het stelsel tussen januari en maart gesloten zijn vanwege ijsvorming in de meren.
- Library of Congress Control Number: sh87001901
- National Archives and Records Administration: 10044027
- Nationale Bibliotheek van Israël: 987007529708805171
- Virtual International Authority File: 315144172